# Agrotis apicalis
Agrotis apicalis là một loài bướm đêm thuộc họ Noctuidae. Nó được tìm thấy ở Florida, Cộng hòa Dominica, Jamaica, Puerto Rico và Cuba. Sải cánh loài bướm này dài 36 mm.